# Districte de Garabekewül
El districte de Garabekewül és un antic districte de la província de Lebap al Turkmenistan. El centre administratiu del districte era la ciutat de Garabekewüll. Ara forma part d'Halaç, al que es va annexar el 25 de novembre de 2017 per la Resolució Parlamentària núm. 679-V.

## Història
Es va formar el febrer de 1925 com a Karabekaul etrap (Districte) de l'oblast de Leninsk, de l'RSS del Turkmenistan. El maig de 1927 l'oblast de Leninsk va ser rebatejat com a oblast de Chardzhou. El setembre de 1930, quan es va abolir l'oblast de Chardzhou, el districte de Karabekaul va quedar directament subordinat a l'RSS de Turkmen. El novembre de 1939, el districte de Karabekaul es va traslladar de nou a l'oblast recentment reformat de Chardzhou. El gener de 1963, Karabekaul va ser abolit, però el desembre de 1964 es va restaurar en submissió directa al govern de l'RSS de Turkmenistan. El desembre de 1970, el districte es va unir a l'oblast restaurat de Chardzhou.
Després de la independència, el 14 de desembre de 1992, el districte de Karabekaul va passar a formar part de la província de Lebap i va passar a anomenar-se Garabekewül.
El 25 de novembre de 2017, el Parlament de Turkmenistan va eliminar el districte de Garabekewül, transferint el seu territori al districte d'Halaç.

## Berkarar Zaman
El 2016, aquest districte va veure la gran obertura d'un nou poble anomenat Berkarar Zaman, que es tradueix com a "L'època dels èxits". El poble va ser inaugurat pel president Gurbanguly Berdimuhamedow. Els turkmans van veure a la televisió cases espaioses, bones carreteres i serveis públics. El poble estava ple de celebracions, els camins estaven plens de gent, i els mercats estaven plens de mercaderies el dia de la inauguració. Per promocionar aquest poble, les autoritats van utilitzar frases com "nou model de poble de Turkmenistan", "nou nivell de vida", "innovacions", "programes de reforma" i "regeneració del poble" per atraure nouvinguts.
No obstant això, pocs dies després que el president marxés i els "residents" se'n van anar al seu lloc de procedència original, el poble va quedar desert i els treballadors van esborrar el rètol del poble. S'hi va subministrar electricitat i carreteres, però només als llocs visitats per Berdimuhamedow. Els mitjans de l'oposició van citar les frases publicitàries com ara “nou model de poble turkmène", "nou nivell de vida", "innovacions", "programes de reforma" i "regeneració de pobles" com a "bones paraules i frases atractives als mitjans locals que revelen la desconnexió total de les autoritats amb la realitat i amb les condicions reals de la vida quotidiana". Radio Liberty (RFE/RL) va afirmar que Berkarar Zaman va ser aixecat en realitat com un poble Potemkin per a la glòria de Berdimuhamedow.